# 風早郡
風早郡（日语：／ Kazahaya gun */?）為過去隸屬日本伊予國的郡，廢藩置縣後屬愛媛縣，已於1897年與久米郡、和氣郡一同被併入溫泉郡。

## 歷史

### 沿革
- 1889年12月15日：實施町村制，風早郡下轄：北條村、正岡村、難波村、淺海村、立岩村、河野村、粟井村、五明村、東中島村、神和村、睦野村、西中島村。（12村）
- 1897年4月1日：與和氣郡、久米郡一同被併入溫泉郡。